# The Queen of Hearts (film 1918)
The Queen of Hearts è un film muto del 1918 diretto da Edmund Lawrence. Venne sceneggiato da Adrian Johnson su un soggetto di Harry O. Hoyt. Alcune fonti attribuiscono, erroneamente, anche la sceneggiatura a Hoyt.

## Trama

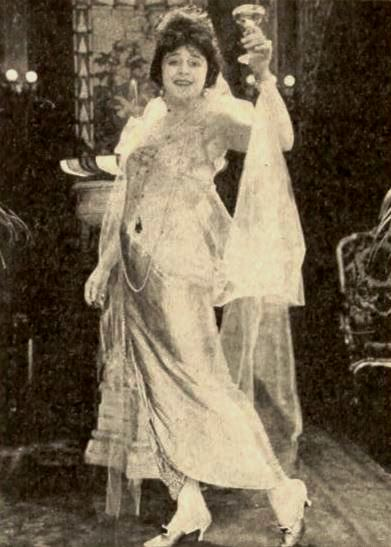
Virginia Pearson in una scena del film

Mentre sua figlia Pauline studia in Francia, Emil Cheraud apre un'elegante casa da gioco a New York. Quando Pauline ritorna, lei prega il padre di chiudere quell'attività e lui le promette di accontentarla quella notte a mezzanotte. Pauline, però, recatasi in biblioteca a quell'ora, lo trova morto. Decisa a scoprire l'assassino, Pauline prende in mano le redini della direzione della casa da gioco, convinta che riuscirà a intrappolare il colpevole. Tre sono i sospettati, tutti innamorati di Pauline: il primo doveva a Cheraud una vera fortuna, il secondo si era vantato che sarebbe stato capace di uccidere pur di conquistarla, il terzo, Jimmie Dreen, il cui cappotto è stato trovato sulla scena del delitto, sembra il più indiziato di tutti, con grande angoscia di Pauline, che è innamorata di lui. Per fortuna, il vero omicida si rivela essere Pierre, il domestico che Cheraud aveva licenziato. Sollevata, Pauline accetta di sposare Jimmie.

## Produzione
Il film fu prodotto dalla Fox Film Corporation.

## Distribuzione
Distribuito dalla Fox Film Corporation e presentato da William Fox, il film uscì nelle sale cinematografiche USA il 15 settembre 1918.
Non si conoscono copie ancora esistenti della pellicola che viene considerata presumibilmente perduta.